# 효고현 선거구
효고현 선거구(일본어: 兵庫県選挙区)는 일본의 참의원 선거구이다.

## 선거구 정보
| 지역      | 효고현 전역              |
| 의원 정수 | 6명 (개선 정수 3명)      |
| 유권자 수 | 4,564,897명 (2022년 9월) |

## 역대 의원
| 홀수회                         | 홀수회                         | 홀수회                       | 홀수회        | 짝수회                                       | 짝수회                         | 짝수회                            | 짝수회                       |
| 의원 1                         | 의원 2                         | 의원 3                       | 선거          | 선거                                         | 의원 1                         | 의원 2                            | 의원 3                       |
| ------------------------------ | ------------------------------ | ---------------------------- | ------------- | -------------------------------------------- | ------------------------------ | --------------------------------- | ---------------------------- |
| 하라구치 주지로 (일본사회당)   | 야기 고키치 (무소속)           | 후지모리 신지 (민주정치당)   | 1947년 제1회  | 1947년 제1회                                 | 아카기 마사오 (민주정치당)     | 다구치 마사고로 (민주당)          | 고바타 데쓰오 (민주당)       |
| 하라구치 주지로 (일본사회당)   | 요코오 시게미 (민주자유당)     | 후지모리 신지 (민주정치당)   | 1949년 보궐   |                                              | 아카기 마사오 (민주정치당)     | 다구치 마사고로 (민주당)          | 고바타 데쓰오 (민주당)       |
| 오카자키 신이치 (민주자유당)   | 요코오 시게미 (민주자유당)     | 후지모리 신지 (민주정치당)   | 1950년 보궐   | 1950년 제2회                                 | 마쓰우라 세이이치 (일본사회당) | 야마가타 가쓰미 (자유당)          | 아카기 마사오 (녹풍회)       |
| 오카자키 신이치 (자유당)       | 마쓰자와 겐진 (사회당 우파)    | 가와이 기이치 (사회당 좌파)  | 1953년 제3회  |                                              | 마쓰우라 세이이치 (일본사회당) | 야마가타 가쓰미 (자유당)          | 아카기 마사오 (녹풍회)       |
| 오카자키 신이치 (자유당)       | 마쓰자와 겐진 (사회당 우파)    | 가와이 기이치 (사회당 좌파)  |               | 1956년 제4회                                 | 나리타 이치로 (자유민주당)     | 마쓰우라 세이이치 (일본사회당)    | 나카노 분몬 (자유민주당)     |
| 오카자키 신이치 (자유민주당)   | 아오타 겐타로 (자유민주당)     | 마쓰자와 겐진 (일본사회당)   | 1959년 제5회  | 1959년 보궐                                  | 기시다 사치오 (자유민주당)     | 마쓰우라 세이이치 (일본사회당)    | 나카노 분몬 (자유민주당)     |
| 오카자키 신이치 (자유민주당)   | 아오타 겐타로 (자유민주당)     | 마쓰자와 겐진 (일본사회당)   |               | 1962년 제6회                                 | 사노 요시오 (일본사회당)       | 기시다 사치오 (자유민주당)        | 나카노 분몬 (자유민주당)     |
| 마쓰자와 겐진 (일본사회당)     | 나카자와 이토코 (민주사회당)   | 아오타 겐타로 (자유민주당)   | 1965년 제7회  |                                              | 사노 요시오 (일본사회당)       | 기시다 사치오 (자유민주당)        | 나카노 분몬 (자유민주당)     |
| 마쓰자와 겐진 (일본사회당)     | 나카자와 이토코 (민주사회당)   | 아오타 겐타로 (자유민주당)   |               | 1968년 제8회                                 | 아라이 도루 (공명당)           | 사노 요시오 (일본사회당)          | 하기와라 유카코 (민주사회당) |
| 가나이 모토히코 (자유민주당)   | 고타니 마모루 (일본사회당)     | 나카자와 이토코 (민주사회당) | 1971년 제9회  |                                              | 아라이 도루 (공명당)           | 사노 요시오 (일본사회당)          | 하기와라 유카코 (민주사회당) |
| 가나이 모토히코 (자유민주당)   | 고타니 마모루 (일본사회당)     | 나카자와 이토코 (민주사회당) |               | 1972년 보궐                                  | 아라이 도루 (공명당)           | 나카니시 이치로 (자유민주당)      | 하기와라 유카코 (민주사회당) |
| 가나이 모토히코 (자유민주당)   | 고타니 마모루 (일본사회당)     | 나카자와 이토코 (민주사회당) |               | 1974년 제10회                                | 나카니시 이치로 (자유민주당)   | 야하라 히데오 (공명당)            | 야스타케 히로코 (일본공산당) |
| 가나이 모토히코 (자유민주당)   | 와타나베 미치코 (공명당)       | 고타니 마모루 (일본사회당)   | 1977년 제11회 |                                              | 나카니시 이치로 (자유민주당)   | 야하라 히데오 (공명당)            | 야스타케 히로코 (일본공산당) |
| 가나이 모토히코 (자유민주당)   | 와타나베 미치코 (공명당)       | 고타니 마모루 (일본사회당)   |               | 1980년 제12회                                | 나카니시 이치로 (자유민주당)   | 모토오카 쇼지 (일본사회당)        | 야스타케 히로코 (일본공산당) |
| 야하라 히데오 (공명당)         | 누키야마 에이코 (민사당)       | 이시이 이치지 (자유민주당)   | 1983년 제13회 |                                              | 나카니시 이치로 (자유민주당)   | 모토오카 쇼지 (일본사회당)        | 야스타케 히로코 (일본공산당) |
| 야하라 히데오 (공명당)         | 누키야마 에이코 (민사당)       | 이시이 이치지 (자유민주당)   |               | 1986년 제14회                                | 나카니시 이치로 (자유민주당)   | 모토오카 쇼지 (일본사회당)        | 가타카미 고진 (공명당)       |
| 교쿠도 고난료 (일본사회당)     | 이시이 이치지 (자유민주당)     | 야하라 히데오 (공명당)       | 1989년 제15회 |                                              | 나카니시 이치로 (자유민주당)   | 모토오카 쇼지 (일본사회당)        | 가타카미 고진 (공명당)       |
| 교쿠도 고난료 (일본사회당)     | 이시이 이치지 (자유민주당)     | 야하라 히데오 (공명당)       |               | 1992년 제16회                                | 고모토 사부로 (자유민주당)     | 모토오카 쇼지 (일본사회당)        | 가타카미 고진 (공명당)       |
| 이시이 이치지 (신진당)         | 고노이케 요시타다 (자유민주당) |                              | 1995년 제17회 |                                              | 고모토 사부로 (자유민주당)     | 모토오카 쇼지 (일본사회당)        | 가타카미 고진 (공명당)       |
| 이시이 이치지 (신진당)         | 고노이케 요시타다 (자유민주당) |                              | 1996년 보궐   | 아시오 조지 (내일의 일본을 여는 효고의 모임) |                                | 모토오카 쇼지 (일본사회당)        | 가타카미 고진 (공명당)       |
| 이시이 이치지 (신진당)         | 고노이케 요시타다 (자유민주당) |                              | 1998년 제18회 | 모토오카 쇼지 (민주당)                       | 오사와 다쓰미 (일본공산당)     |                                   |                              |
| 고노이케 요시타다 (자유민주당) | 쓰지 야스히로 (민주당)         | 2001년 제19회                |               | 모토오카 쇼지 (민주당)                       | 오사와 다쓰미 (일본공산당)     |                                   |                              |
| 고노이케 요시타다 (자유민주당) | 쓰지 야스히로 (민주당)         |                              | 2004년 제20회 | 미즈오카 슌이치 (민주당)                     | 스에마쓰 신스케 (자유민주당)   |                                   |                              |
| 쓰지 야스히로 (민주당)         | 고노이케 요시타다 (자유민주당) | 2007년 제21회                |               | 미즈오카 슌이치 (민주당)                     | 스에마쓰 신스케 (자유민주당)   |                                   |                              |
| 쓰지 야스히로 (민주당)         | 고노이케 요시타다 (자유민주당) |                              | 2010년 제22회 | 스에마쓰 신스케 (자유민주당)                 | 미즈오카 슌이치 (민주당)       |                                   |                              |
| 고노이케 요시타다 (자유민주당) | 시미즈 다카유키 (일본유신회)   | 2013년 제23회                |               | 스에마쓰 신스케 (자유민주당)                 | 미즈오카 슌이치 (민주당)       |                                   |                              |
| 고노이케 요시타다 (자유민주당) | 시미즈 다카유키 (일본유신회)   |                              | 2016년 제24회 | 스에마쓰 신스케 (자유민주당)                 | 이토 다카에 (공명당)           | 가타야마 다이스케 (오사카 유신회) |                              |
| 시미즈 다카유키 (일본유신회)   | 다카하시 미쓰오 (공명당)       | 가다 히로유키 (자유민주당)   | 2019년 제25회 | 스에마쓰 신스케 (자유민주당)                 | 이토 다카에 (공명당)           | 가타야마 다이스케 (오사카 유신회) |                              |
| 시미즈 다카유키 (일본유신회)   | 다카하시 미쓰오 (공명당)       | 가다 히로유키 (자유민주당)   |               | 2022년 제26회                                | 가타야마 다이스케 (일본유신회) | 스에마쓰 신스케 (자유민주당)      | 이토 다카에 (공명당)         |

## 최근 선거 결과

### 2016년 (제24회)
| 제24회 참의원 의원 통상선거효고현 선거구 (정수: 3명)       |                   |               |             |        |      |                             |
| 선거일: 2016년 7월 10일유권자수: 4,631,741명투표율: 53.74% |                   |               |             |        |      |                             |
| 후보                                                       | 후보              | 정당          | 득표        | 득표율 | 당락 | 비고                        |
|                                                            | 스에마쓰 신스케   | 자유민주당    | 641,910표   | 26.33% | 당선 |                             |
|                                                            | 이토 다카에       | 공명당        | 542,090표   | 22.24% | 당선 | 자유민주당 추천             |
|                                                            | 가타야마 다이스케 | 오사카 유신회 | 531,165표   | 21.79% | 당선 |                             |
|                                                            | 미즈오카 슌이치   | 민진당        | 420,068표   | 17.23% |      | 사회민주당 효고현 연합 추천 |
|                                                            | 가네다 미네오     | 일본공산당    | 228,811표   | 9.39%  |      |                             |
|                                                            | 미나토 유코       | 행복실현당    | 49,913표    | 2.05%  |      |                             |
|                                                            | 시모이에 준노스케 | 일본의 마음   | 23,954표    | 0.98%  |      |                             |
| 합계                                                       | 합계              | 합계          | 2,437,911표 |        |      |                             |

### 2019년 (제25회)
| 제25회 참의원 의원 통상선거효고현 선거구 (정수: 3명)       |                 |                            |             |        |      |                 |
| 선거일: 2019년 7월 21일유권자수: 4,603,267명투표율: 48.60% |                 |                            |             |        |      |                 |
| 후보                                                       | 후보            | 정당                       | 득표        | 득표율 | 당락 | 비고            |
|                                                            | 시미즈 다카유키 | 일본유신회                 | 573,427표   | 26.08% | 당선 |                 |
|                                                            | 다카하시 미쓰오 | 공명당                     | 503,790표   | 22.91% | 당선 | 자유민주당 추천 |
|                                                            | 가다 히로유키   | 자유민주당                 | 466,161표   | 21.20% | 당선 |                 |
|                                                            | 야스다 마리     | 입헌민주당                 | 434,846표   | 19.78% |      | 사회민주당 추천 |
|                                                            | 가네다 미네오   | 일본공산당                 | 166,183표   | 7.56%  |      |                 |
|                                                            | 하라 히로요시   | NHK로부터 국민을 지키는 당 | 54,152표    | 2.46%  |      |                 |
| 합계                                                       | 합계            | 합계                       | 2,198,559표 |        |      |                 |

### 2022년 (제26회)
| 제26회 참의원 의원 통상선거효고현 선거구 (정수: 3명)       |                   |               |             |        |      |                 |
| 선거일: 2022년 7월 10일유권자수: 4,558,268명투표율: 51.62% |                   |               |             |        |      |                 |
| 후보                                                       | 후보              | 정당          | 득표        | 득표율 | 당락 | 비고            |
|                                                            | 가타야마 다이스케 | 일본유신회    | 652,384표   | 28.34% | 당선 |                 |
|                                                            | 스에마쓰 신스케   | 자유민주당    | 562,853표   | 24.45% | 당선 |                 |
|                                                            | 이토 다카에       | 공명당        | 454,962표   | 19.76% | 당선 | 자유민주당 추천 |
|                                                            | 아이자키 사와코   | 입헌민주당    | 260,496표   | 11.32% |      | 사회민주당 추천 |
|                                                            | 고무라 준         | 일본공산당    | 150,040표   | 6.52%  |      |                 |
|                                                            | 니시무라 시노부   | 참정당        | 88,231표    | 3.83%  |      |                 |
|                                                            | 구로타 히데타카   | 유신정당·신풍 | 33,870표    | 1.47%  |      |                 |
|                                                            | 야마자키 아이코   | NHK당         | 27,057표    | 1.18%  |      |                 |
|                                                            | 기하라 구니야     | 무소속        | 25,113표    | 1.09%  |      |                 |
|                                                            | 나카소 지즈코     | NHK당         | 16,324표    | 0.71%  |      |                 |
|                                                            | 하야미즈 하지메   | NHK당         | 14,323표    | 0.62%  |      |                 |
|                                                            | 이나가키 히데야   | 신당 구니모리 | 8,989표     | 0.39%  |      |                 |
|                                                            | 사토무라 에이이치 | 행복실현당    | 7,263표     | 0.32%  |      |                 |
| 합계                                                       | 합계              | 합계          | 2,301,905표 |        |      |                 |

## 같이 보기
- 효고현 제1구
- 효고현 제2구
- 효고현 제3구
- 효고현 제4구
- 효고현 제5구
- 효고현 제6구
- 효고현 제7구
- 효고현 제8구
- 효고현 제9구
- 효고현 제10구
- 효고현 제11구
- 효고현 제12구